# Lambrecht (Germania)
Lambrecht (Pfalz) è una città di 4 085 abitanti della Renania-Palatinato, in Germania.

Appartiene al circondario (Landkreis) di Bad Dürkheim (targa DÜW) ed è capoluogo della comunità amministrativa (Verbandsgemeinde) omonima.